# Everman
Everman è un comune degli Stati Uniti d'America, situato in Texas, nella contea di Tarrant.